# Скелетон на зимните олимпийски игри 2010
Състезанията по скелетон на зимните олимпийски игри през 2010 г. се провеждат на 18 и 19 февруари 2010 в олимпийския център за пързаляне в Уислър.

## Дисциплини

### Мъже
Скелетонът за мъже се провежда на 18 и 19 февруари 2010. Златният медал печели канадецът Джон Монтгомъри преди Мартинс Дукурс от Латвия и руснака Александър Третяков. Дукурс, който е водач за световната купа, води след третото от четирите спускания, но Монтгомъри печели състезанието с по-бързо четвърто спускане. 
| Място | Име                 | Държава | Време   | Бележки |
| ----- | ------------------- | ------- | ------- | ------- |
| 01    | Джон Монтгомъри     | Канада  | 3:29.73 |         |
| 02    | Мартинс Дукурс      | Латвия  | 3:29.80 |         |
| 03    | Александър Третяков | Русия   | 3:30.75 |         |

### Жени
Скелетонът за жени се провежда на 18 и 19 февруари 2010. Златният медал печели британката Ейми Уилямс пред Керстин Шимковяк и Аня Хубер от Германия. 
| Място | Име              | Държава        | Време   | Бележки |
| ----- | ---------------- | -------------- | ------- | ------- |
| 01    | Ейми Уилямс      | Великобритания | 3:35.64 |         |
| 02    | Керстин Шимковяк | Германия       | 3:36.20 |         |
| 03    | Аня Хубер        | Германия       | 3:36.36 |         |